# 克里斯蒂安·格里彭克尔
克里斯蒂安·格里彭克尔（德語：Christian Griepenkerl，1839年3月17日—1916年3月22日）是一名德國畫家和维也纳美术学院教授。他以拒絕阿道夫·希特勒入讀维也纳美术学院而著名。

## 生平
格里彭克尔生於奥尔登堡一個顯赫家族，年少時聽從風景畫家恩斯特·维勒斯（Ernst Willers）建議，在1855年赴維也納進入由卡爾·拉尔（Carl Rahl）創立的私立藝術學校學習。
1874年，他獲任為维也纳美术学院教授，1877年起領導歷史繪畫學校主任。他最著名的事蹟是拒絕希特勒入讀。1907年當希特勒繳交作品時，他認為畫作不佳，人頭像太少。最終在1908年給出一個明確答案：不于取錄。